# Рейхан, Алоизий

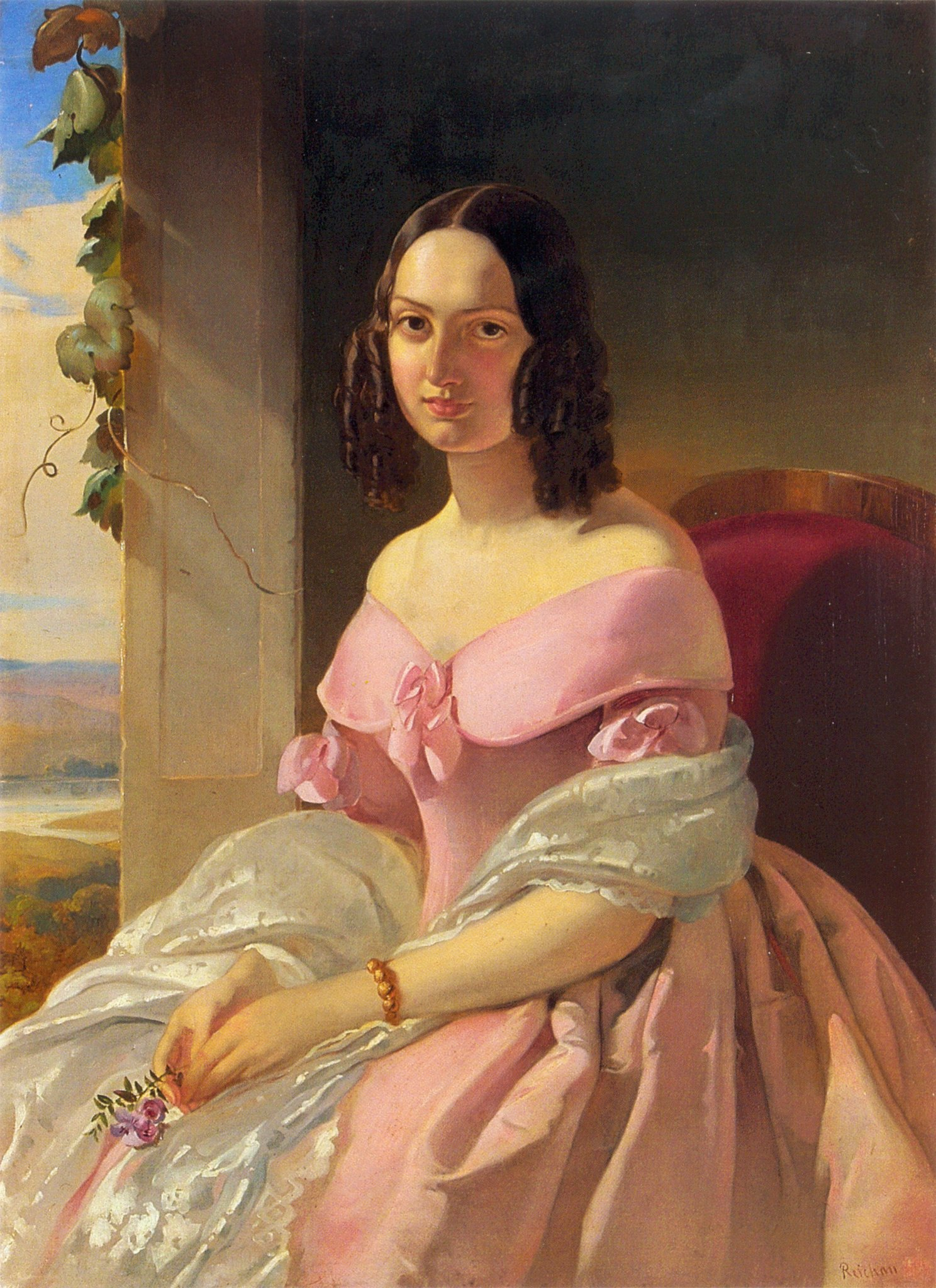
Алоизий Рейхан. Портрет Хелены Мацель

Алоизий Рейхан (пол. Alojzy Reichan или Rejchan; 22 июня 1807, Львов — 6 ноября 1860, там же) — польский художник, портретист и литограф.

## Биография
Родился в семье львовского художника Юзефа Рейхана. Первые уроки живописи получил у отца.
Позже учился у Иосиф Kлимеса во Львове.
В 1823—1828 гг. учился в Академии объединённых изобразительных искусств под руководством Ф. Петтера и Ф. Кауцинга.
После короткого пребывания во Львове, около 1833 г. художник совершил двухгодичную поездку для стажировки в Италию, где изучал и копировал произведения старых мастеров и работал в жанре портрета.
С целью совершенствования мастерства живописца, в 1837—1838 годах жил в Париже, где работал под руководством Ораса Верне, тогда же побывал в Германии и Нидерландах. После окончания обучения Алоизий Рейхан поселился во Львове, где жил до своей смерти в 1870 г.
Пользовался значительным успехом как портретист.
Сперва создавал картины в стиле бидермейер, носящие черты Венской школы. Позже в его произведениях ощущается влияние работ француза Ораса Верне.
Алоизий Рейхан также рисовал миниатюры, жанровые сцены, занимался литографией.
Популярного художника часто приглашали для создания картин на религиозные темы или восстановления храмов. Так, в 1843 году живописец создал образы Игнатия Лойолы и Франциска Ксаверия для двух боковых алтарей иезуитского храма святых Верховных Апостолов Петра и Павла во Львове. В 1852 г. Алоизий Рейхан восстановил образ Девы Марии Снежной в Куткирском монастыре (ныне с. Куткор Львовской области).
Большая коллекция работ Алоизия Рейхана хранится в настоящее время во Львовской галерее искусств, Национальном музее во Вроцлаве и в частных коллекциях.
Умер во Львове и похоронен на Лычаковском кладбище.
Сын Станислав Рейхан (1858—1919) тоже был известным польским художником.

## Избранные работы
- Портрет Дениса Зубрицкого Львовский исторический музей
- У колодца, oколо 1847, Национальный музей в Варшаве,
- Портрет Хелены Мацель, Львовская галерея искусств,
- Портрет Леонарда Ходзкого, oколо 1847, Национальный музей в Варшаве,
- Портрет актрисы Анели Ашпергеровой, Национальный музей в Кракове,
- Святое семейство, 1850, Львовская галерея искусств.
- Портрет Хелены Мацель из Врошинерув, Львовская галерея искусств